# Австро-венгерская концессия в Тяньцзине
Австро-венгерская концессия в Тяньцзине (кит. упр. 天津奥租界, пиньинь Tiānjīn ào zūjiè; нем. österreichisch-ungarische Konzession; венг. osztrák – magyar Tiencsini koncesszió) — концессия Австро-Венгерской Империи в китайском городе Тяньцзинь в период с 1902 по 1917 год. Австро-Венгрия получила данную территорию, поскольку участвовала в подавлении боксерского восстания 1901 года на стороне Альянса восьми держав. Хотя австро-венгерский оккупационный корпус присутствовал с 1901 года, формально империя получила эту концессию 27 декабря 1902 года. Это самая недолговечная иностранная концессия в Китае, просуществовавшая всего 15 лет.

## История

### Предпосылки
Опиумные войны 1839–1842 годов завершились победой Великобритании и аннексией Гонконга. За ними последовала серия «неравноправных договоров», предоставивших ряду стран — прежде всего Великобритании, Франции и США — экстерриториальность, доступ к определённым портам для торговли и дополнительные права, не закреплённые договорами, но признанные законом (например, открытие иностранных почтовых отделений в Китае).
Эти привилегии, полученные иностранными державами после военных поражений Китая (в 1858 и 1860 годах — Францией и Великобританией, в 1885 году — Францией, в 1895 году — Японией), всё больше подрывали суверенитет страны. Вскоре Китай начали называть «умирающей империей» — наряду с Османской империей. Это была территория, которую не могли полностью колонизировать или, по крайней мере, не стремились к этому по общему согласию, но которая стала ареной борьбы нескольких великих держав. В результате страна оказалась разделена на зоны влияния, арендованные территории и концессии.
Такие договоры заключались не только с крупными колониальными державами. Так, 2 сентября 1869 года Австро-Венгрия добилась экстерриториальности в Китае и статуса «режим наибольшего благоприятствования». Однако её двусторонняя торговля с Китаем оставалась ограниченной, а участие в этом процессе скорее соответствовало общей тенденции западных стран.

### Австро-венгерское участие в подавлении Ихэтуаньского восстания
Лишь после Ихэтуаньского восстания 1900–1901 годов Австро-Венгрия предприняла попытку укрепить свои экономические, военные и политические позиции в Китае. Однако в 1902 году генеральный консул в Шанхае в письме к министру иностранных дел Агенору Марии Голуховскому отмечал, что у империи нет прямых интересов в Китае, а сама она не является ни великой морской, ни колониальной державой. Тем не менее австро-венгерских дипломатов волновал не столько Китай и его выгоды, сколько «фактор силы». Министр иностранных дел считал, что для статуса истинной великой державы империи необходимо обрести в Китае своё «место под солнцем». Таким образом, австро-венгерский империализм в Китае был скорее вопросом престижа и признания на фоне усиливавшейся Германской империи, которая всё больше затмевала Австро-Венгрию.
Для подавления восстания Австро-Венгрия направила в составе международных экспедиционных сил четыре крейсера и 296 солдат. До этого у империи имелись лишь представительство в Пекине и генеральное консульство в Шанхае, а специализированного органа для управления концессией не было. Поэтому моряки, отправленные в Северный Китай, сразу после взятия Тяньцзиня в 1900 году начали устанавливать пограничные знаки для будущей концессии. Однако управление территорией перешло к австро-венгерским властям только в августе 1902 года, а договор, официально передающий её империи «на вечные времена», был подписан 27 декабря того же года. Согласно этому договору, Австро-Венгрия фактически владела землями концессии, выплачивая ежегодную ренту. Для неё эта сумма была значительно выше, чем для Германии, из-за меньшего размера территории и более позднего её учреждения. Это соглашение несколько приблизило концессию к статусу колонии.

### Развитие концессии до 1914 года

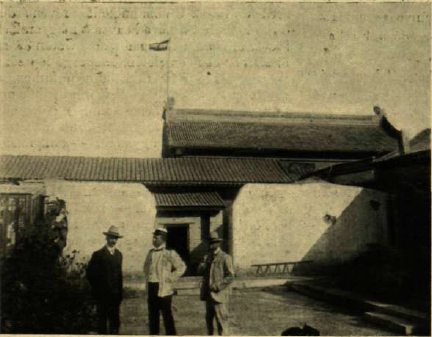
Флаг Австро-Венгрии на австрийском военно-морском командовании, 1903 год

Хотя Суэцкий канал открылся в 1869 году, задолго до получения Австро-Венгрией концессии, прямой торговли между Триестом — ключевым австрийским портом на Адриатике — и Тяньцзинем так и не возникло. В результате экономическое значение концессии для Вены оставалось минимальным, тем более что империя сохраняла положительное торговое сальдо с Китаем на протяжении всего периода.
В 1912 году Австро-Венгрия выделила займы, в частности, компаниям Škoda и литейным заводам Poldi, с условием, что эти средства будут использованы для закупки стали в империи и её переработки в оружие и боеприпасы на местных заводах.
По сравнению с другими державами, особенно с Германией, позиции Австро-Венгрии в Китае были крайне слабыми. Мнения австро-венгерских властей колебались: с одной стороны, они осуждали подавляющую конкуренцию со стороны Германии, с другой — надеялись, что немецкая торговля простимулирует и их собственную. Для империи концессия в Тяньцзине имела скорее символическое значение, служа доказательством её статуса великой державы и амбиций участвовать в одном из последних колониальных разделов мира. Однако сами китайцы воспринимали Австро-Венгрию как цивилизованную и научную нацию, а не агрессивного империалиста, что подтверждают сообщения местных газет того времени.

### Первая мировая война
Пока в Европе шла война, в Китае воюющие державы были вынуждены искать «modus vivendi» — условия, позволявшие мирно сосуществовать противоборствующим сторонам. Международные города, поселения и концессии стали нейтральными зонами, выведенными из-под военных действий. Это создавало возможности для тайной борьбы: державы поддерживали различные группировки на территории противника и тайно поставляли оружие в концессионные районы.

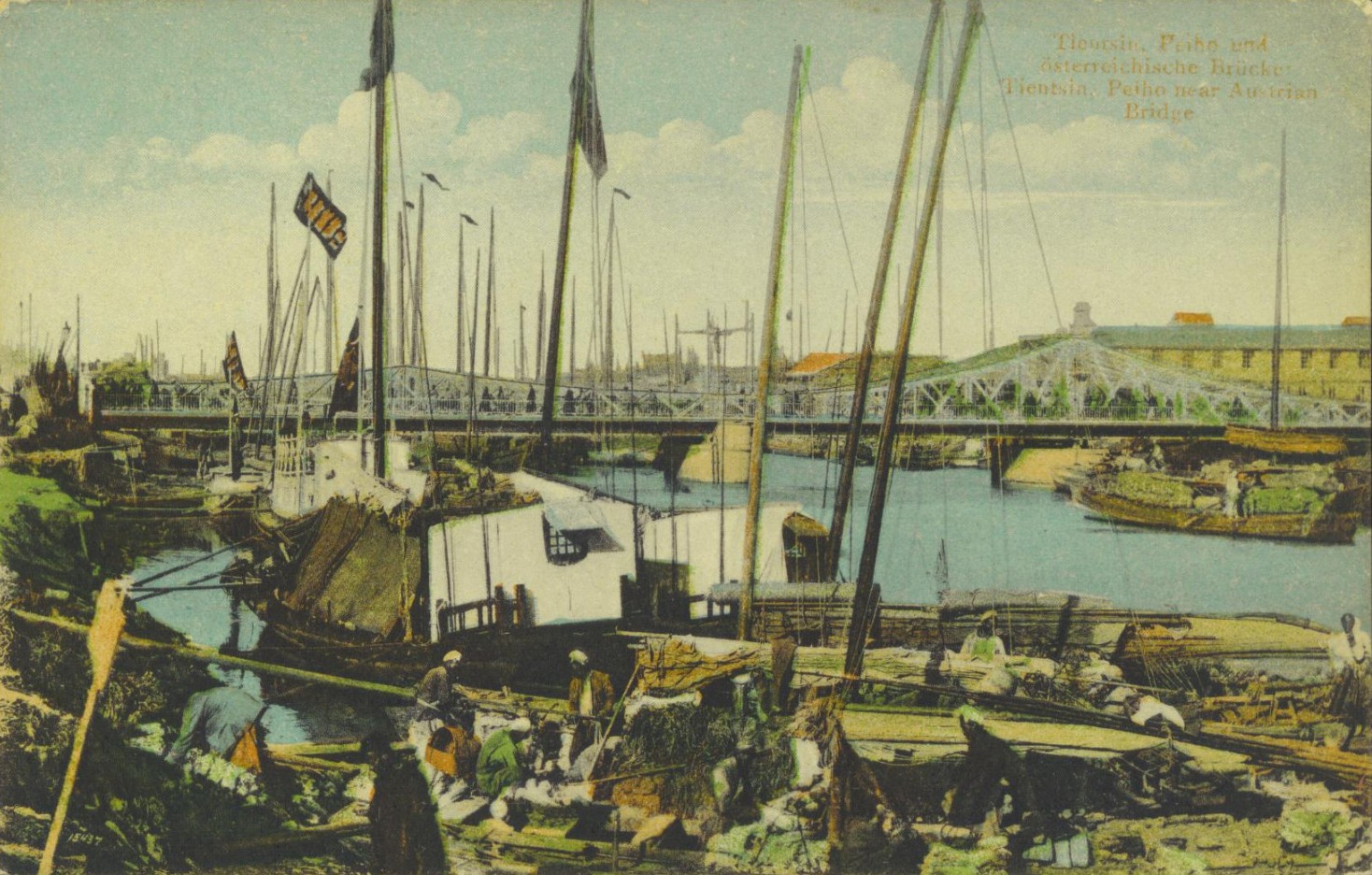
Вид на реку Пейхо и австро-венгерский мост, около 1910 года.

С началом войны австро-венгерское присутствие в Китае пострадало прежде всего от торговой изоляции. Их амбиции сократились до минимума, а «внеконцессионный» империализм сведён к нулю. Займы, предоставленные Škoda и Poldi, перестали приносить пользу с 1914 года, несмотря на нейтралитет Китая в конфликте.
За австро-венгерской концессией велась слежка. Империя оказалась в пассивной роли в тайной войне между Антантой и Центральными державами в Китае: она препятствовала заговорам Антанты против своей территории, принимала беженцев из русских лагерей в Сибири и пресекала попытки России шпионить за местными властями и военными. Консул Хьюго Шумпетер предлагал использовать будущие мирные переговоры для расширения концессии за счёт итальянских и русских территорий.

#### Осада Циндао
В августе 1914 года в восточноазиатских водах находился австро-венгерский крейсер «Кайзерин Элизабет» под командованием фрегаттенкапитана Рихарда Маковица. Этот устаревший корабль, прозванный экипажем «Лизль», нёс службу для защиты торговых интересов Австро-Венгрии в регионе. Однако из-за медлительности крейсер не мог ни вернуться в Европу, ни присоединиться к немецкой Восточноазиатской эскадре под командованием вице-адмирала Максимилиана фон Шпее. 23 августа 1914 года Япония объявила войну Германии.
26 августа 1914 года из Вены поступил приказ: разоружить «Кайзерин Элизабет» в порту немецкой колонии Циндао и перевести экипаж — около 400 моряков — в нейтральный Тяньцзинь в гражданской одежде и без оружия. Однако вскоре, под давлением союзной Германии, Австро-Венгрия оказалась в состоянии войны с Японией, что потребовало возвращения части экипажа из Тяньцзиня в Циндао для участия в обороне колонии. Моряки были вынуждены тайно покидать Тяньцзинь и пробираться обратно через контролируемую китайцами территорию.
Японский наблюдатель Арига Нагао зафиксировал эти передвижения:
- 6 августа одного австрийца задержал китайский полицейский на центральном вокзале Тяньцзиня по пути в Циндао;
- 9 сентября троих обнаружили в поезде Тяньцзинь–Пукоу;
- 13 сентября около десяти человек были пойманы в Цзинане при попытке добраться до Циндао;
- в ночь на 14 сентября ещё 90 моряков прибыли туда под видом торговцев. В последнем случае их перевёз специальный немецкий поезд, пока австро-венгерский консул вёл переговоры с властями в Цзинане[2].

Эти попытки не всегда заканчивались успешно, но благодаря принципу экстерриториальности, закреплённому договором 1869 года, задержанных нередко передавали консульству в Тяньцзине, где их встречал консул. Около 330 человек, добравшиеся до Циндао, усилили гарнизон немецкого губернатора Мейера-Вальдека, насчитывавший 4730 солдат. Они участвовали в обороне Циндао против японских и британских войск. После истощения боеприпасов крейсер «Кайзерин Элизабет» был затоплен экипажем 2 ноября 1914 года в 02:55. 7 ноября гарнизон капитулировал, и большинство защитников, включая австро-венгров, попали в японский плен. Тем временем часть моряков, не задействованных в Циндао, направилась в Европу или осталась в Китае, усиливая австро-венгерское присутствие в Тяньцзине до дальнейших событий войны.

#### Заговор Гённерта
31 июля 1917 года трое моряков сообщили в консульство о планах Йозефа Гённерта вторгнуться в концессию с помощью группы австрийцев, венгров и иностранцев. В ответ срочно усилили охрану: треть китайской полиции направили защищать консульство, казармы и администрацию концессии, а моряков вооружили и распределили по сторожевым постам.
Во второй половине дня двое японцев, допрошенных о причинах пребывания в концессии, скрылись. На другом берегу реки заметили 20 человек с машиной; допрос китайской полицией выявил среди них итальянских, британских, японских и французских полицейских. Подозревая связь заговора Гённерта с концессиями Антанты, у австро-венгерских властей в Пекине запросили подкрепление из 25 человек.
Позже Гённерт с тремя венграми — резервистами из Пекина — попытался похитить австрийского моряка в британской концессии. Тому удалось укрыться в здании муниципального совета бывшей немецкой концессии, переданной Китаю ранее. Во время погони венгры не поймали моряка, но застрелили китайского служащего. По странному стечению обстоятельств убийц арестовал британский инспектор, а вечером их освободил консул, что породило подозрения о связи Гённерта с британцами.
Для поиска заговорщиков наладили сотрудничество с китайскими властями, которые, как и Австро-Венгрия, не хотели допустить вторжения группы, поддерживаемой Антантой. Вскоре выяснилось, что четверо венгров скрывались в британской, затем итальянской и наконец российской концессиях. Число заговорщиков оценивалось в 20–25 человек, включая австрийцев и представителей национальных меньшинств, таких как поляки.
5 августа 1917 года Гённерт с приближёнными явился к секретарю концессии Хьюго Аккурти домой. Тот узнал их мотивы: месть за непризнание австрийскими офицерами и стремление улучшить своё бедственное положение обещанием 50 долларов в месяц и оплаченной эмиграцией в США. Гённерт, утверждавший, что действует от имени Великобритании и Франции, заявил о 200 участниках заговора (вероятно, преувеличение). Они планировали захватить общественные здания, поднять красный флаг и завладеть оружием, подкупив матроса за 5000 долларов. Ссылаясь на защиту японцев, которые якобы силой предотвратят вмешательство Китая, Гённерт предложил Аккурти пост «президента будущей австро-венгерской республиканской концессии» в союзе с Антантой, а также 50 000 долларов и британский паспорт.
Донос Аккурти властям усилил бдительность австро-венгров. На следующий день, 6 августа, суд на основании его показаний признал Гённерта виновным в нарушении порядка.

#### Вступление Китая в войну, ликвидация концессии
Судебный процесс прервался: 14 августа 1917 года Китай объявил войну Германии и Австро-Венгрии, менее чем через неделю после суда. Консульские служащие вскоре покинули страну, моряков интернировали в лагеря, а сотрудников таможенных, налоговых, железнодорожных и почтовых служб уволили. Австро-венгры лишились экстерриториальности. Также были отменены выплаты «боксерских контрибуций» (14,39 млн крон для Австро-Венгрии, или 65 263 кроны в месяц) и займы от Škoda и Poldi (2 557 100 долларов).
Гённерта передали Шанхайской муниципальной полиции и Объединённому суду. 30 августа 1917 года бывший консул Бернауэр обратился к голландскому коллеге с просьбой от имени тяньцзиньского консула не допустить его освобождения. Дальнейшая судьба дела неизвестна.
Существует две версии событий:
По данным комиссара иностранных дел провинции Чжили Хван Юн Ляна, переданным Арига Нагао, в 16:00 китайские власти взяли концессию под контроль, разместив там полицейских и забрав оружие. На казармах и здании администрации подняли китайский флаг, но не на консульстве: консул хотел использовать флаг Нидерландов, которым Австро-Венгрия доверила свои интересы. В итоге договорились временно не поднимать флаг.
Консул в докладе посольству описал иначе: в 10:30 немецкий консул сообщил ему по телефону о начале войны и прибытии голландского делегата в полдень. В 11:30 китайский делегат потребовал отмены концессии и подчинения моряков. Не договорившись о боеприпасах, моряки уничтожили их на месте и в форме со снаряжением уехали в Пекин. Голландский делегат убедил консула принять ультиматум, и в 16:00 концессию официально передали Китаю. Туда направили 400–600 полицейских, подняв китайский флаг на здании администрации. Китаю передали лишь наличные (2–3 тысячи долларов), банковский счёт остался у консульства.
15 августа моряки прибыли в Пекин и были встречены голландскими властями. Командующий покинул Тяньцзинь утром 16 августа. По другой версии, дипломаты вернулись в Европу, а солдаты и моряки либо попали в сибирские лагеря русской армии, либо бежали при поддержке Тяньцзиньского немецкого фонда помощи, найдя убежище в Китае.
Австрия отказалась от прав на концессию 10 сентября 1919 года по Сен-Жерменскому договору, Венгрия — 4 июня 1920 года по Трианонскому договору. В июне 1927 года территория вошла в итальянскую концессию после столкновений китайских фракций.

## Население
Территория была густо заселена. Население составляло около 35 000 человек, преимущественно этнические китайцы. Австро-венгерское население, включая все меньшинства, оставалось незначительным. В 1903 году вице-консул в Вене Бернауэр сообщал, что в концессии жили лишь три европейца, и ни один из них не был австрийцем. В 1905 году в Тяньцзине насчитывалось 60 австрийцев, а в 1906 году общее иностранное население города достигло 3728 человек, включая 72 австрийца. К 1912 году, несмотря на небольшой рост, европейцами оставались только служащие консульства, концессии и моряки.

## Вооружённые силы

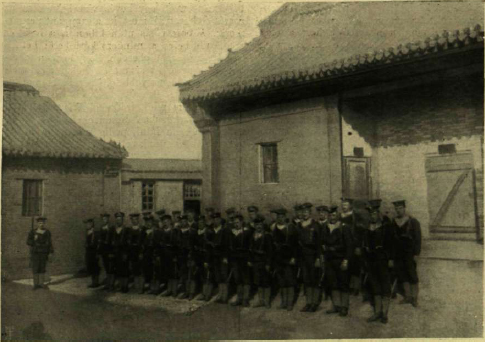
Австро-венгерские казармы

Концессии не могли быть укреплены или использованы в военных целях. Управляющая держава обеспечивала мирное проживание иностранцев и их торговлю. Полицейские силы фактически выполняли полувоенную роль, защищая территорию от внешних угроз или ксенофобских волнений, особенно после Ихэтуаньского восстания. Положение осложнили Синьхайская революция и Первая мировая война. Малый размер концессии затруднял её защиту, делая её уязвимой в случае беспорядков.
В отличие от Германии, где иностранцев было больше, в Австро-Венгрии военно-морской отряд выполнял полицейские функции, несмотря на малое число европейцев. Это иногда приводило к злоупотреблениям, о чём говорят жалобы китайской знати в венских архивах. Однако такая мера помогала экономить средства и утверждать присутствие империи на территории, которую было сложно контролировать из-за демографического дисбаланса. Из-за нехватки сил вскоре пришлось ввести китайскую полицию, подчинённую австро-венгерским властям.
Планировалось распустить оккупационный корпус в 1910 году, но минимальный штат сохранили для безопасности. К июлю 1914 года в Тяньцзине оставались один офицер, врач и 18 матросов. С 1902 года в Тангу, в устье реки Хайхэ, действовал пост из двух человек. Всего в Китае насчитывалось 82 австро-венгерских солдата, включая охрану пекинского посольства из двух офицеров и 58 человек.

## Управление
В отличие от других европейских держав, Австро-Венгрия предоставила гражданство всему местному населению. Управление осуществлял совет из местной знати, императорского консула и командующего гарнизоном, включавшим 40 моряков австро-венгерского флота и 70 китайских полицейских. Два австро-венгерских представителя имели решающий голос в совете. Судебная система основывалась на законах Австро-Венгрии.
Также существовал секретарь концессии (Niederlassungssekretär), отвечавший за полицию (позже введён «полицейский инспектор» по немецкой модели) и управление территорией. Единственным секретарём за всю историю был прапорщик Хьюго Аккурти, итальянец из Фиуме. Живя в трудных условиях, он разработал амбициозные планы превратить концессию в торговый центр Тяньцзиня: построить железный мост для бельгийского трамвая, связать её с Китай-городом и «Восточной станцией» (Пекин–Мукден), создать акционерное общество для развития дорог, зданий в европейском стиле и набережных. Однако из-за демографических проблем и нехватки австрийского капитала его компания Hotung-Baugesellschaft оказалась под контролем французских инвесторов.
Для строительства общественных зданий власти прибегали к уловке: конфисковывали храмы у священников, не имевших документов на собственность. В концессии появились театр, ломбард, школа, казармы, тюрьма, кладбище, больница, кинотеатр, казино и лотерея, оставившие следы габсбургского стиля за короткий период существования.

## Список консулов
- Карл Бернауэр (1901–1908)
- Эрвин фон Зак[англ.] (1908)
- Милослав Кобр (1908–1912)
- Хьюго Шумпетер (1913–1917)[14]

## Галерея

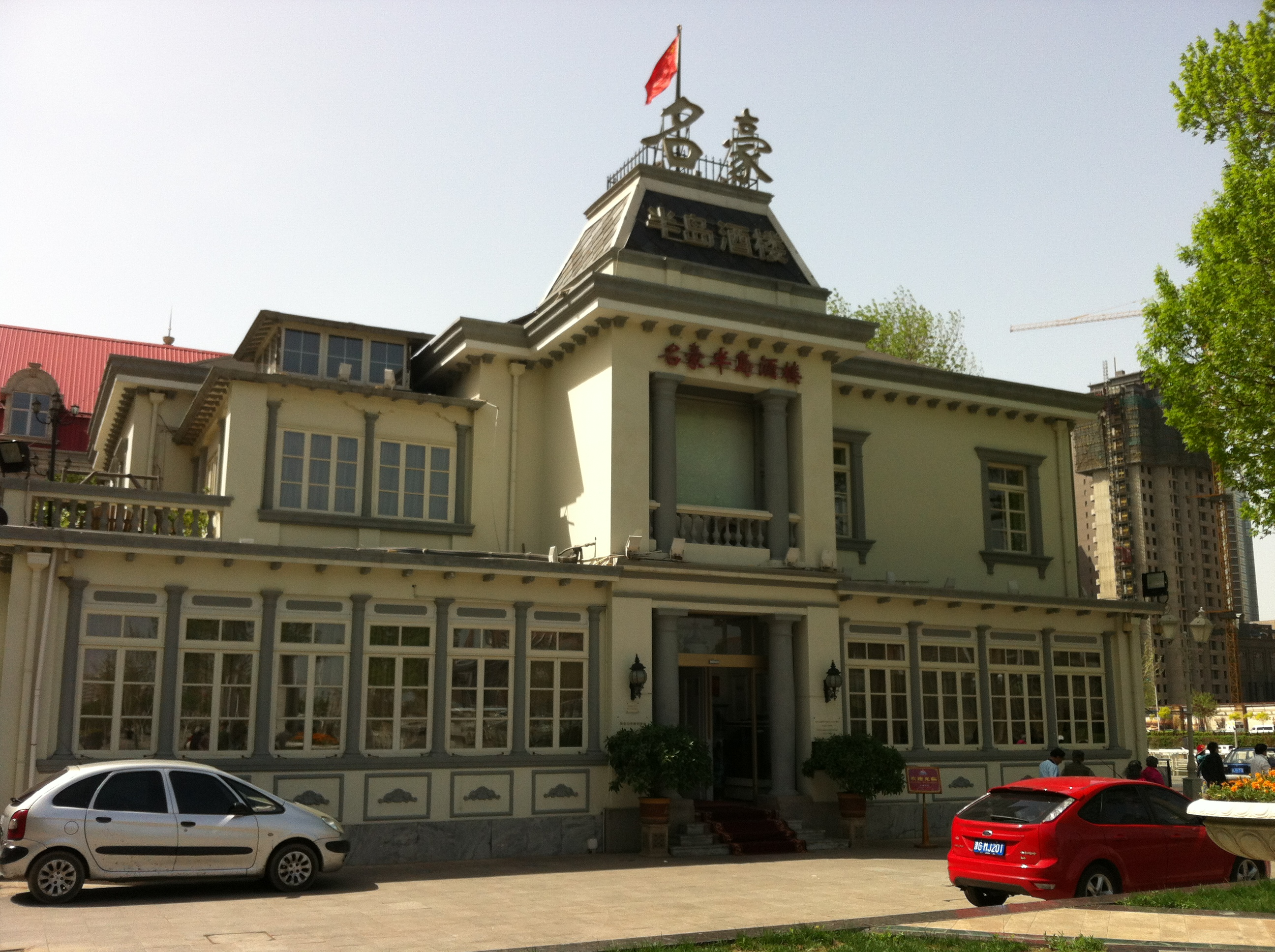
Бывшее австро-венгерское консульство
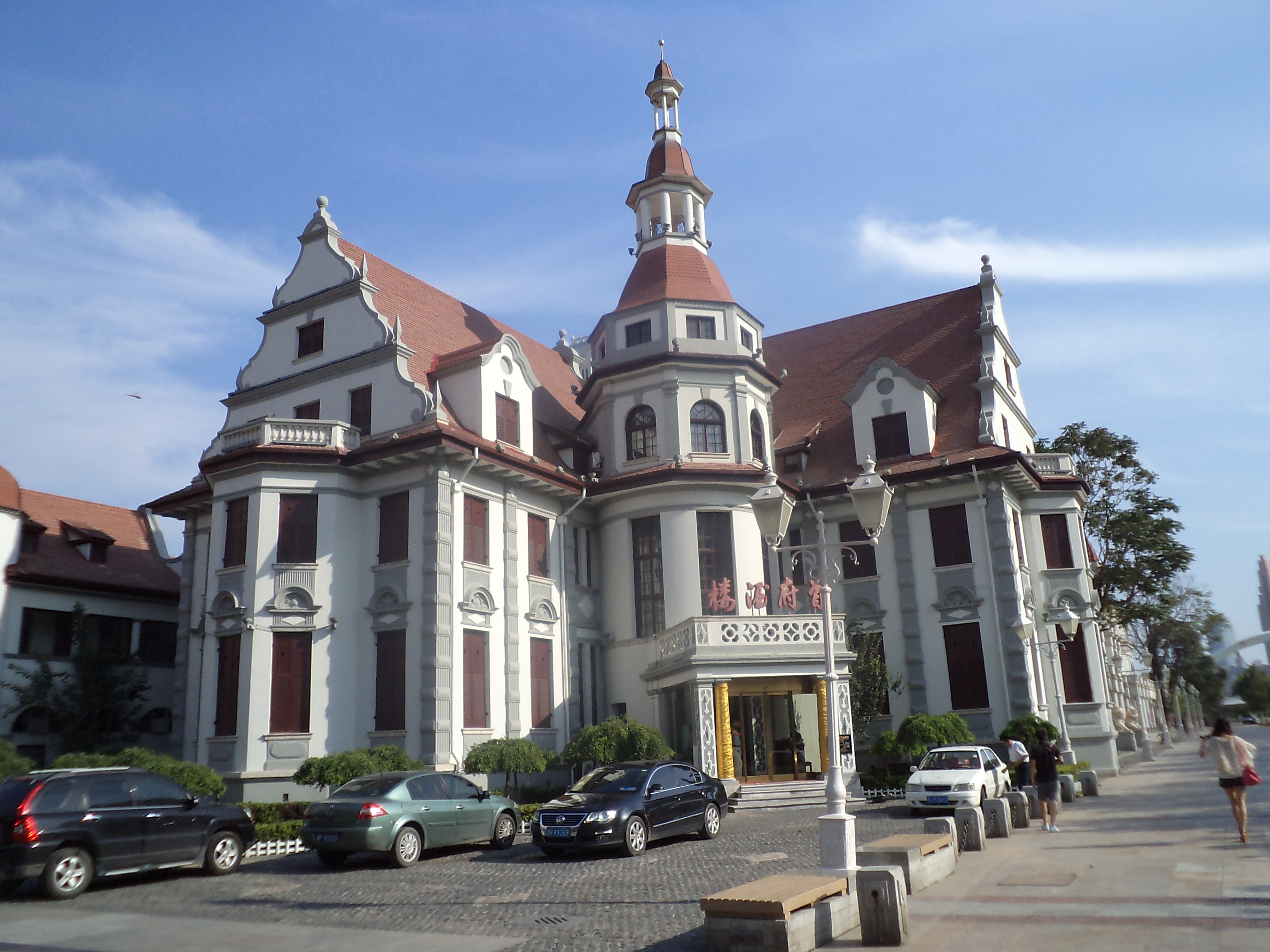
Вилла Юань Шикая